# Akira (игра)
Akira — невыпущенная видеоигра по мотивам аниме 1988 года «Акира». Её разработка началась в 1993 году американской компанией Black Pearl Software. Выход игры был намечен на 1995 год для платформ Game Boy, Super Nintendo Entertainment System, Sega Mega Drive, Sega Game Gear и Sega CD, однако из-за конфликта с издателем (THQ) разработчики были вынуждены прекратить работу над проектом. В 2019 году в интернет был выложен образ ПЗУ найденного прототипа версии для Mega Drive. В зависимости от уровня, геймплей игры представляет собой экшен-платформер, шутер, гонки, файтинг и т. д.

## Игровой процесс
Версия игры для Sega Mega Drive повторяет сюжет полнометражного аниме-фильма 1988 года «Акира» режиссёра Кацухиро Отомо, снятого им по собственной одноимённой манге, и воспроизводит ключевые сцены мультфильма в виде отдельных уровней, которые отличаются друг от друга механикой игрового процесса. На разных уровнях геймплей представляет собой один из жанров: экшен-платформер, шутер в изометрии, гонки на мотоциклах, файтинг и другие. В опубликованном прототипе нет возможности пройти какой-либо уровень до конца из-за их незаконченности и множества программных ошибок, однако присутствует возможность выбирать любой из уровней.

## Разработка, отмена и появление образа
В 1993 году основатель журнала Electronic Gaming Monthly Стив Харрис (англ. Steve Harris) дал своему другу - генеральному директору американской компании Black Pearl Software Лоуренсу Сигелу (англ. Lawrence Siegel), VHS-кассету с фильмом «Акира». После просмотра у Сигела возникла идея видеоигровой адаптации аниме, и он отправился в Японию для получения у издательства «Коданся» прав на разработку. Также он встретился с Кацухиро Отомо, от которого получил в подарок 50 целлулоидных листов с фрагментами аниме. Затем во второй половине 1993 года компанией Black Pearl Software началась разработка видеоигры.
В планах компании был выпуск версий игры для платформ Game Boy, Super Nintendo Entertainment System, Sega Mega Drive, Sega Game Gear и Sega CD. Анонс и демонстрация игрового процесса версий для платформ Mega Drive и Game Boy состоялись на выставке Summer Consumer Electronic Show, проходившей с 23 по 25 июня 1994 года в здании McCormick Place, Чикаго. В том же году заметки об игре появлялись в выпусках видеоигровых журналов: в американском Animerica, британском Computer and Video Games, французском Player One. Выход игры был запланирован на 1995 год, однако из-за конфликта с издателем THQ разработка была прекращена, и ни одна из версий игры так и не вышла.
С момента отмены разработки игра считалась утерянной. Она вновь получила внимание в 2016 году, когда в интернете появилось видео, снятое у стенда игры на выставке Consumer Electronics Show. 25 декабря 2019 года образ ПЗУ найденного прототипа версии для Mega Drive был выложен в интернет на сайте Hidden Palace. Человек, предоставивший картридж-прототип, пожелал остаться неизвестным.

## Отзывы
Журналист из Animerica, посетивший выставку Consumer Electronic Show в 1994 году, оценил версию игры для Mega Drive как «весьма недоделанную», также назвав её «наброском» будущей игры. Версия игры для Game Boy была охарактеризована им как типичная игра для этой платформы.